# Air Rumbai
Air Rumbai is een bestuurslaag in het regentschap Ogan Komering Ilir van de provincie Zuid-Sumatra, Indonesië. Air Rumbai telt 1376 inwoners (volkstelling 2010).